# أشرف المهديوي
أشرف المهديوي هو لاعب كرة قدم مغربي-هولندي يلعب في نادي التعاون السعودي.